# Shuka (animación)
Shuka (株式会社朱夏 Kabushiki gaisha Shuka?) es un estudio de animación japonés fundado en 2013 por el antiguo personal de Brain's Base.

## Obras

### Series de televisión
| Año  | Título                               | Director                   | Fecha de primera transmisión | Fecha de última transmisión | Eps. | Notas                                                          | Refs.                |
| ---- | ------------------------------------ | -------------------------- | ---------------------------- | --------------------------- | ---- | -------------------------------------------------------------- | -------------------- |
| 2015 | Durarara!!x2 Shō                     | Takahiro Omori             | 10 de enero de 2015          | 28 de marzo de 2015         | 12   | Segunda temporada de Durarara!!, parte uno.                    | [ 2 ] [ 3 ]          |
| 2015 | Durarara!!x2 Ten                     | Takahiro Omori             | 4 de julio de 2015           | 26 de septiembre de 2015    | 12   | Segunda temporada de Durarara!!, parte dos.                    | [ 2 ] [ 3 ]          |
| 2016 | Durarara!!x2 Ketsu                   | Takahiro Omori             | 9 de enero de 2016           | 26 de marzo de 2016         | 12   | Segunda temporada de Durarara!!, parte tres.                   | [ 2 ] [ 3 ]          |
| 2016 | 91 Days                              | Hiro Kaburagi              | 8 de julio de 2016           | 1 de octubre de 2016        | 12   | Historia original.                                             | [ 4 ] [ 5 ]          |
| 2016 | Natsume Yūjin-chō Go                 | Takahiro Omori Kotomi Deai | 4 de octubre de 2016         | 20 de diciembre de 2016     | 11   | Quinta temporada de Natsume Yūjin-Chō.                         | [ 6 ] [ 7 ]          |
| 2017 | Natsume Yūjin-chō Roku               | Takahiro Omori Kotomi Deai | 11 de abril de 2017          | 21 de junio de 2017         | 11   | Sexta temporada de Natsume Yūjin-Chō'.                         | [ 8 ] [ 9 ] [ 10 ]   |
| 2020 | Hōsekisho Richard-shi no Nazo Kantei | Tarou Iwasaki              | 9 de enero de 2020           | 26 de marzo de 2020         | 12   | Basado en una novela ligera de Nanako Tsujimura.               | [ 11 ]               |
| 2023 | Yuzuki-san Chi no Yon-Kyōdai         | Mitsuru Hongo              | 6 de octubre de 2023         | 21 de diciembre de 2023     | 12   | Adaptación del manga escrito e ilustrado por Shizuki Fujisawa. | [ 12 ]               |
| 2024 | Natsume Yūjin-chō Shichi             | Takahiro Omori Kotomi Deai | 8 de octubre de 2024         | 24 de diciembre de 2024     | 12   | Séptima temporada de Natsume Yūjin-Chō'.                       | [ 13 ] [ 14 ] [ 15 ] |
| —    | Ikoku Nikki                          | Miyuki Oshiro              | —                            | —                           | —    | Adaptación del manga escrito e ilustrado por Tomoko Yamashita. | [ 16 ]               |

### OVAs
| Año  | Título                                            | Director                   | Fecha de primera transmisión | Fecha de última transmisión | Eps. | Notas                                                                                     | Refs.         |
| ---- | ------------------------------------------------- | -------------------------- | ---------------------------- | --------------------------- | ---- | ----------------------------------------------------------------------------------------- | ------------- |
| 2015 | Durarara!!x2 Shō: Watashi no Kokoro wa Nabe Moyou | Takahiro Omori             | 22 de julio de 2015          | 22 de julio de 2015         | 1    | Historia adicional de Durarara!!x2 Shō.                                                   | [ 17 ] [ 18 ] |
| 2016 | Durarara!!x2 Ten: Onoroke Chakapoko               | Takahiro Omori             | 27 de enero de 2016          | 27 de enero de 2016         | 1    | Historia adicional de Durarara!!x2 Ten.                                                   | [ 19 ] [ 20 ] |
| 2016 | Durarara!!x2 Ketsu: Dufufufu!!                    | Takahiro Omori             | 27 de julio de 2016          | 27 de julio de 2016         | 1    | Historia adicional de Durarara!!x2 Ketsu.                                                 | [ 21 ]        |
| 2017 | Natsume Yūjin-chō Go                              | Takahiro Omori Kotomi Deai | 22 de marzo de 2017          | 26 de abril de 2017         | 2    | Episodios especiales incluidos con los lanzamientos en Blu-ray de Natsume Yūjin-chō Go.   | [ 22 ]        |
| 2017 | 91 Days                                           | Hiro Kaburagi              | 5 de julio de 2017           | 5 de julio de 2017          | 1    | Episodio trece de 91 Days incluido con los lanzamientos de Blu-ray.                       | [ 23 ]        |
| 2017 | Natsume Yūjin-chō Roku                            | Takahiro Omori Kotomi Deai | 27 de septiembre de 2017     | 25 de octubre de 2017       | 2    | Episodios especiales incluidos con los lanzamientos en Blu-ray de Natsume Yūjin-chō Roku. | [ 24 ] [ 9 ]  |

### Películas
| Año  | Título                                               | Director                   | Duración | Notas                                           | Ref(s)        |
| ---- | ---------------------------------------------------- | -------------------------- | -------- | ----------------------------------------------- | ------------- |
| 2018 | Gekijōban Natsume Yūjin-Chō: Utsusemi ni Musubu      | Takahiro Omori Kotomi Deai | 104m     | Basado en Natsume Yūjin-Chō de Yuki Midorikawa. | [ 25 ] [ 26 ] |
| 2021 | Natsume Yūjin-Chō: Ishi Okoshi to Ayashiki Raihousha | Takahiro Omori Kotomi Deai | 51m      | Basado en Natsume Yūjin-Chō de Yuki Midorikawa. | [ 27 ]        |